# Juncus subnodulosus
Juncus subnodulosus là một loài thực vật có hoa trong họ Juncaceae. Loài này được Schrank mô tả khoa học đầu tiên năm 1789.

## Hình ảnh

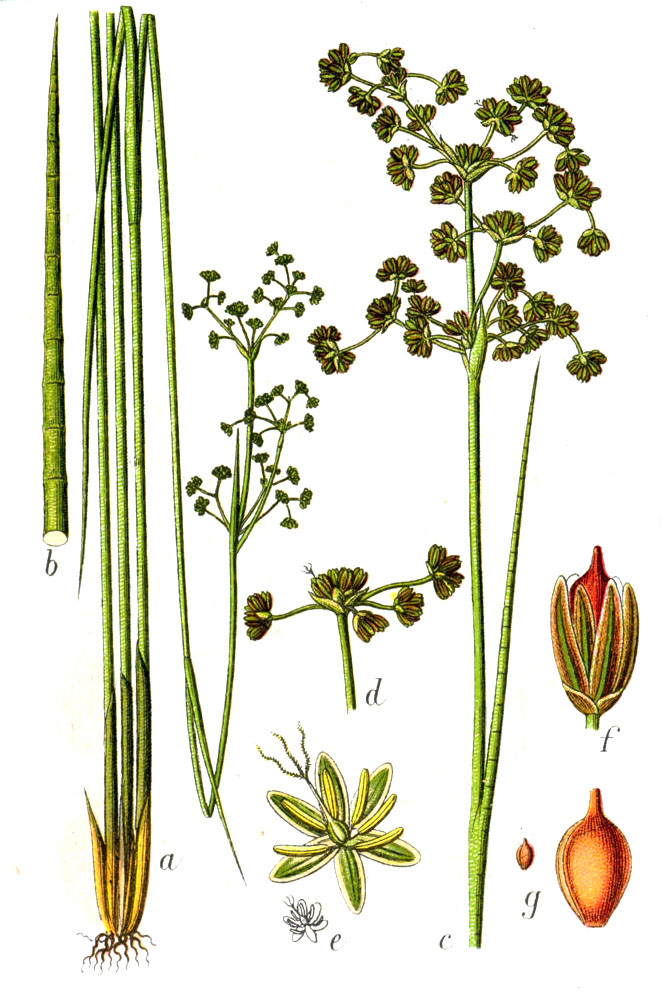
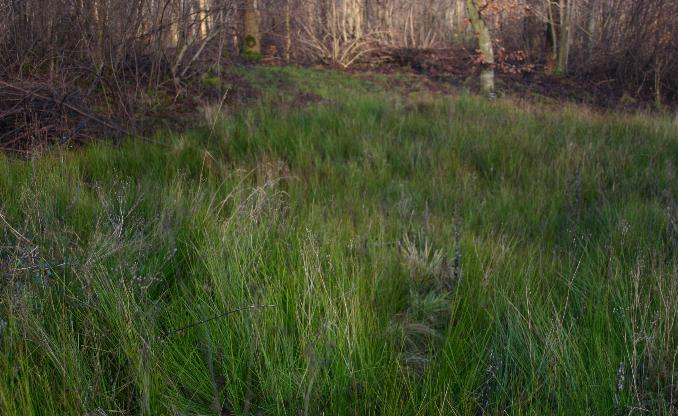
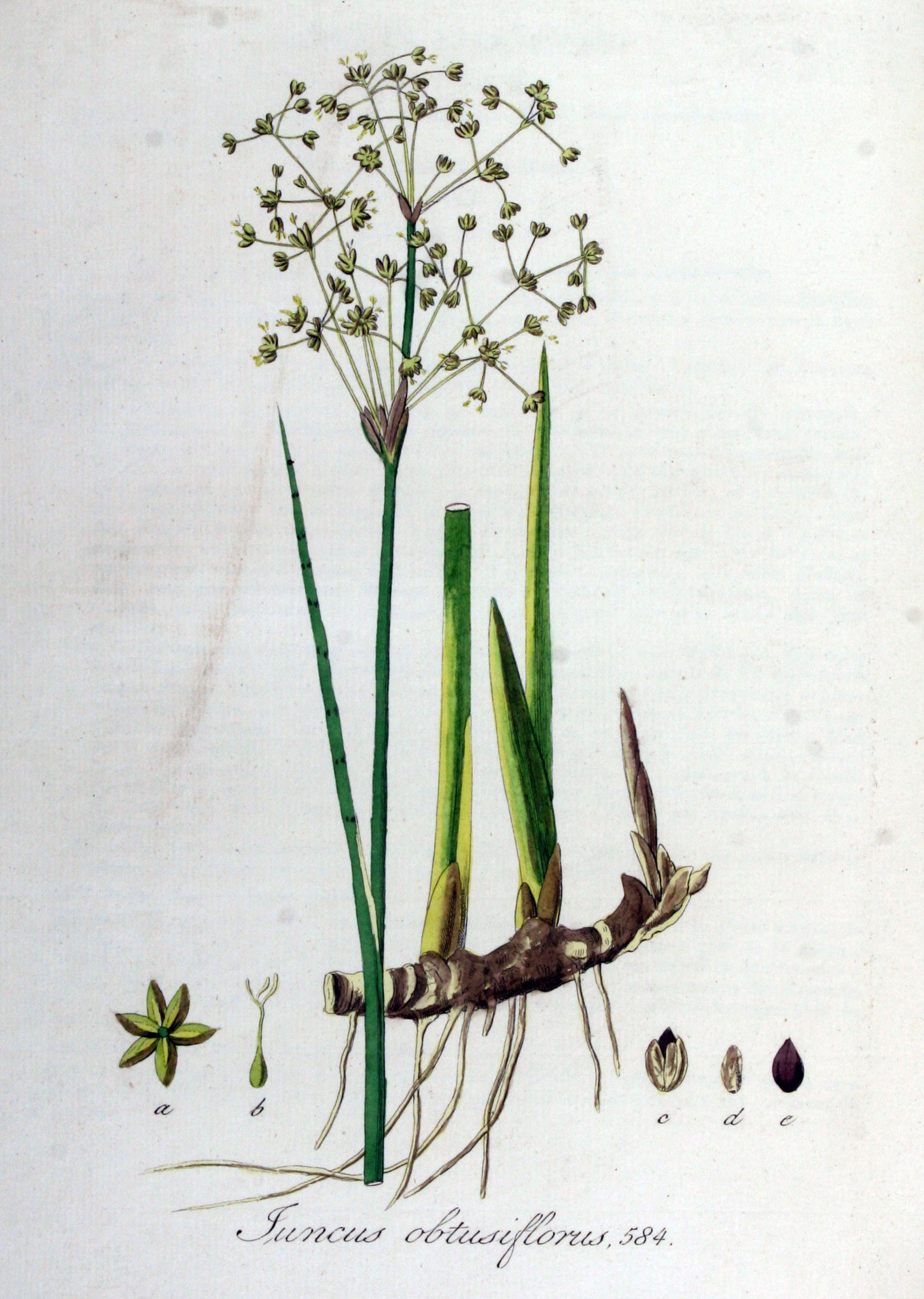
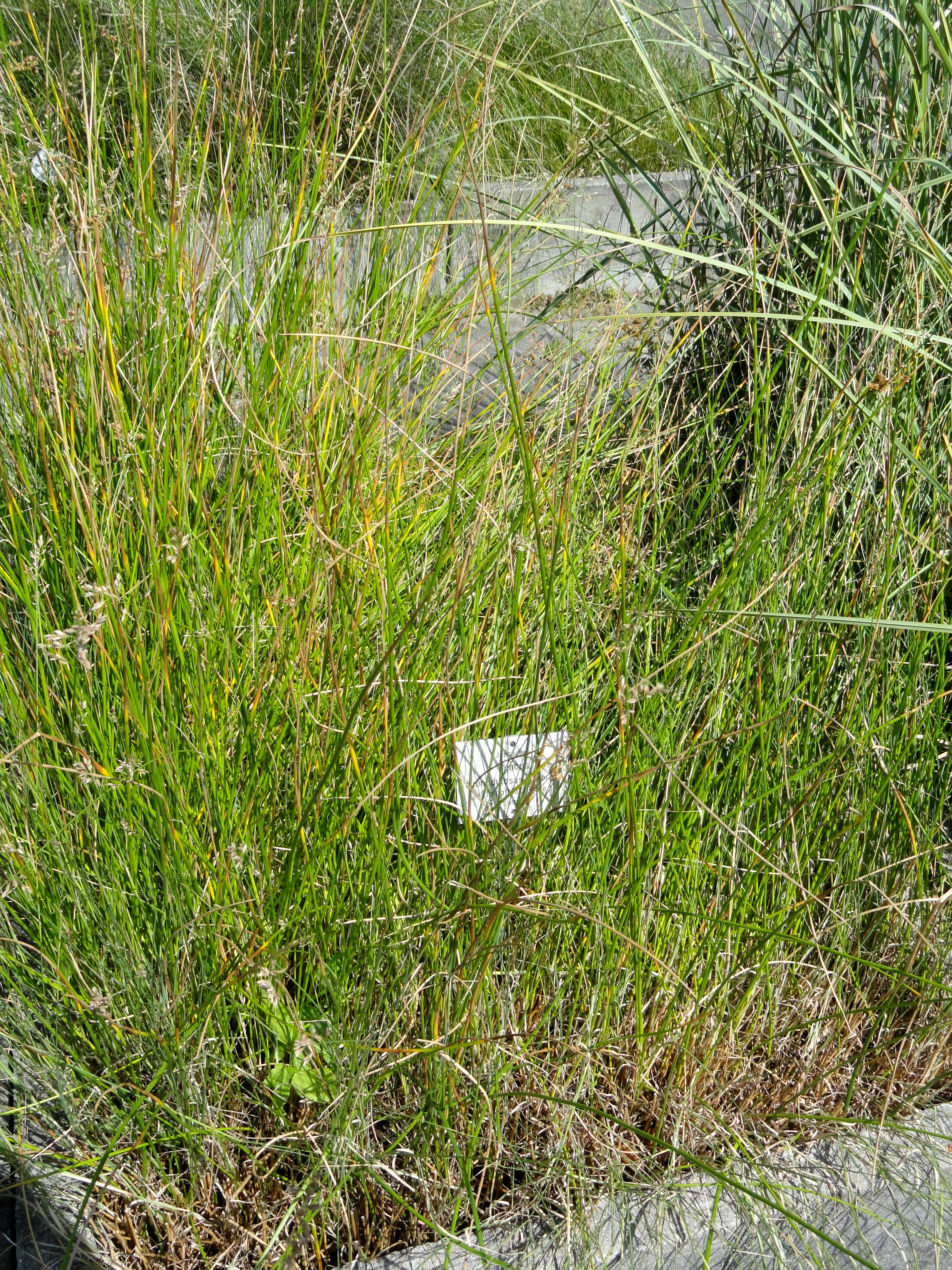